# 1050er
Portal Geschichte | Portal Biografien | Aktuelle Ereignisse | Jahreskalender | Tagesartikel

◄ |
10. Jh. |
11. Jahrhundert
| 12. Jh. | ►

◄ |
1020er |
1030er |
1040er |
1050er
| 1060er | 1070er | 1080er | ►

1050 |
1051 |
1052 |
1053 |
1054 |
1055 |
1056 |
1057 |
1058 |
1059

## Ereignisse
- Einführung des Christentums in Schweden.
- 1053: Leo IX. wird von den Normannen in Unteritalien gefangen genommen.
- Schisma zwischen der byzantinischen und der lateinischen Kirche.
- 19. April 1054: Papst Leo IX. stirbt.
- 24. Juni 1054: Bannbulle aus Byzanz an den Papst.
- 16. Juli 1054: Gegenbann des Papstes an den byzantinischen Patriarchen.
- 1056: Heinrich III. stirbt; Heinrich IV. wird römisch-deutscher König